# 十里铺乡 (新蔡县)
十里铺乡是中国河南省新蔡县下辖的一个乡。

## 行政区划
十里铺乡下辖：十里铺村、高庄村、七里朱村、闫湖村、十里赵村、黎庙村、前楼村、朱药铺村、马油坊村、城郊村、刘庄村、平铺村、黄店村、耿楼村、余庄村、宋圈村。